# 昭登親王
昭登亲王（998年（長德四年）—1035年5月23日（長元八年四月十四））是日本平安时代中期花山天皇的第二皇子，母若狭守平祐忠之女平平子。

## 人物生平
花山天皇退位后，幸身份低微的母女二人。母亲在宫中的被称为中务，是平祐之的女儿。女儿叫平平子，是若狭守平祐忠的女儿。昭登亲王即为平平子所生，而其兄长清仁亲王为中务所生。所以，时人以“女腹御子”称呼昭登亲王，又以“亲腹御子”称呼清仁亲王。

昭登亲王不为花山天皇疼爱。有一次，花山天皇斗鸡，清仁亲王在左边，昭登亲王在右边，每当右边的鸡斗赢，花山天皇都非常不高兴，甚至哭泣，其偏爱清仁亲王至此地步。因花山天皇偏爱清仁亲王的缘故，所以委托当时的第一权力者左大臣藤原道长上书，请以这两位皇子当做自己的父亲冷泉天皇的皇子。因此昭登亲王以冷泉第六皇子的身份，于寛弘元年5月4日（1004年）亲王宣下。

寛弘8年8月23日（1011年），昭登亲王行元服礼，由藤原实资加冠，授四品。不久任中务卿。万寿2年2月28日（1027年）亲王府邸曾失火，当时亲王的职务为兵部卿。長元8年4月，亲王薨，享年三十八岁。

## 亲属
- 父：花山天皇
- 母：平平子—平祐忠、中务之女
- 子：良深（1025-1077） 母不详，東寺一長者、石山座主、東大寺別当。号石山僧都[4]。

## 脚注
1. ↑  《大日本史·昭登亲王传》：昭登親王，不為帝所愛。帝嘗鬭雞，清仁居左朋，昭登居右朋，每鬭右勝，帝不悅，泣下，其偏愛如此。【榮華物語。】
2. 1 2  《小右记》
3. ↑  《大日本史·昭登亲王传》寬弘元年，為親王。【日本紀略。】八年，授四品。【小右記、日本紀略。】尋為中務卿。長元八年四月，薨，年三十八。【日本紀略。】
4. ↑  《尊卑分脉》